# City of Moreland
Moreland är en region i Australien. Den ligger i delstaten Victoria, nära delstatshuvudstaden Melbourne. Antalet invånare är 160 029.
Följande samhällen finns i Moreland:
- Coburg
- Brunswick
- Glenroy
- Pascoe Vale
- Fawkner
- Pascoe Vale South
- Coburg North
- Oak Park
- Hadfield
- Gowanbrae

Runt Moreland är det i huvudsak tätbebyggt. Runt Moreland är det mycket tätbefolkat, med 3 249 invånare per kvadratkilometer. Genomsnittlig årsnederbörd är 971 millimeter. Den regnigaste månaden är juni, med i genomsnitt 115 mm nederbörd, och den torraste är januari, med 34 mm nederbörd.